# Lista seturilor de cărți Pokémon
Această listă conține o enumerare a seturilor de cărți Pokémon.
| Titlu                                   | Editor               |
| --------------------------------------- | -------------------- |
| Base Set                                | Wizards of the Coast |
| Jungle                                  | Wizards of the Coast |
| Fossil                                  | Wizards of the Coast |
| Base Set 2                              | Wizards of the Coast |
| Team Rocket                             | Wizards of the Coast |
| Gym Heroes                              | Wizards of the Coast |
| Gym Challenge                           | Wizards of the Coast |
| Neo Genesis                             | Wizards of the Coast |
| Neo Discovery                           | Wizards of the Coast |
| Neo Revelation                          | Wizards of the Coast |
| Neo Destiny                             | Wizards of the Coast |
| Expedition                              | Wizards of the Coast |
| Aquapolis                               | Wizards of the Coast |
| Skyridge                                | Wizards of the Coast |
| EX Ruby & Sapphire                      | Nintendo             |
| EX Sandstorm                            | Nintendo             |
| EX Dragon                               | Nintendo             |
| EX Team Magma vs Team Aqua              | Nintendo             |
| EX Hidden Legends                       | Nintendo             |
| EX FireRed & LeafGreen                  | Nintendo             |
| EX Team Rocket Returns                  | Nintendo             |
| EX Deoxys                               | Nintendo             |
| EX Emerald                              | Nintendo             |
| EX Unseen Forces                        | Nintendo             |
| EX Delta Species                        | Nintendo             |
| EX Legend Maker                         | Nintendo             |
| EX Holon Phantoms                       | Nintendo             |
| EX Crystal Guardians                    | Nintendo             |
| EX Dragon Frontiers                     | Nintendo             |
| EX Power Keepers                        | Nintendo             |
| Card Game: Diamond and Pearl (japoneză) | Nintendo             |
| The Mystery of the Lakes (japoneză)     | Nintendo             |

| Titlu                | Editor               |
| -------------------- | -------------------- |
| Southern Islands     | Wizards of the Coast |
| Legendary Collection | Wizards of the Coast |